# Edward Shils
Edward Shils (1. července 1910 Springfield – 23. ledna 1995 Chicago) byl americký sociolog. Působil jako profesor na Chicagské univerzitě. Proslul zejména soudržností mezi empirickou tradicí chicagské univerzity a teoretickým přístupem francouzských a německých sociálních vědců, což byl i jeden z důvodů pro udělení Balzanovy ceny v roce 1983.

## Život
Vyrůstal ve Filadelfii. Ohledně svého rodinného zázemí byl velmi tajnůstkářský, jména a povolání jeho rodičů nejsou známa. Byl rusko-židovského původu. Během druhé světové války sloužil v Britské armádě a Úřadu pro strategické služby. V prosinci roku 1951 se oženil s Irene Coltman. Rád cestoval a poznával cizí země a kultury. U svých kolegů sklízel velký obdiv za dobrou znalost literatury mnohých kultur a oblastí. Jeho dobrým přítelem byl spisovatel a držitel Nobelovy ceny za literaturu Saul Bellow. Jejich přátelství však skončilo rozepří, jelikož oba byli velmi silné osobnosti. Shils byl také editorem Bellowovy knihy Planeta pana Sammlera. Zároveň byl inspirací pro tvorbu postavy v Bellowě knize Ravelstein. Zemřel v lednu roku 1995 ve věku 84 let, byl pochován svým synem Adamem Shilsem, snachou Carrie Shilsovou a vnukem Samem Shilsem.

## Kariéra
Shils započal svá studia sociologie a sociální filosofie jako sedmnáctiletý student Pensylvánské univerzitě. V té době objevil práce německého sociologa Maxe Webera, jehož studiím se posléze celý život věnoval. V roce 1931 obdržel bakalářský titul a v roce 1934 se stal výzkumným pomocníkem na Chicagské univerzitě. Od roku 1938 přednášel na vysokých školách, ačkoli magisterský titul získal až v roce 1961 na Univerzitě v Cambridgi. Byl držitel čestných doktorátů z Pensylvánské univerzity, Hebrew University v Jeruzalémě a Queen’s University v Belfastu. Kromě specializace na Maxe Webera, přeložil práce německého sociologa Karla Mannheima do angličtiny. Jeho celoživotní snahou bylo propojit tradici evropské a americké sociologie. Přednášel na London School of Economics, Harvardově Univerzitě, Université de Paris, na univerzitách v Manchesteru, Kentu, Belfastu, Londýně, Leidenu, Louvainu a na Princetonské univerzitě. Mimo jiné byl zakladatelem a editorem časopisu Minerva, významného časopisu v oblasti problematiky sociologické, politologické a ekonomické vědy a výzkumu.

## Dílo
Shilsovo dílo je poměrně obsáhlé, a to jak do počtu, tak i do rozsahu témat. Jedna z jeho prvních odborných prací, ve spolupráci s Morrisem Janowitzem, vyšla pod názvem Cohesion and Disintegration in the Wehrmacht in World War II. (Soudržnost a rozpad Wehrmachtu za druhé světové války, 1948). Hlavním tématem byla analýza morálky jednotek Wehrmachtu. Během 50. let byl kritikem mccarthismu, například v publikaci The Torment of Secrecy: The Background and Consequences of American Security Policies (1956), v níž zmapoval vnitřní problémy politického života, konkrétněji problém důvěry ve vědě, státní tajemství, či populismus a následné vyřešení těchto problémů v rámci liberální demokracie. Mezi jeho další známé práce patří Toward a General Theory of Action (1951), ve spolupráci s Talcottem Parsonsem, či Tradition (Tradice, 1981).
Shilsovy znalosti byly opravdu hluboké (o tom svědčí i fakt, že jeho osobní knihovna obsahovala kolem 15 000 výtisků) a často se zmiňoval o knihách, které ho ovlivnily. Mimo prací klasiků sociologické literatury Maxe Webera či Karla Mannheima, byla jednou z nich například kniha belgického politika Henrika de Mana The Psychology of Socialism (Psychologie socialismu, 1927), v níž de Man v kostce odmítá empirické i psychologické chyby Marxistů v pojetí třídního vědomí. V tomto textu je možno najít některé ze základních Shilsových témat, jako je například problém intelektuálů se snahami být „politický“, či problém ideologie, respektive jejího vztahu k běžné morálce a psychologickým předpokladům. Jako další, kdo měl jistý vliv na Shilsovo dílo byl T. S. Eliot, o němž se i vyjadřuje v úvodu k Tradition, Shilse zaujal především jeho pohled na charisma, či vztah mezi kulturou a třídami ve smyslu centrum a periferie.
Zajímavá je Shilsova koncepce „civility“ (v překladu zdvořilost). Zdvořilost, ve smyslu politická, by se dala vymezit jako naslouchání ostatním, být tolerantní k názorům druhých apod., Shils ji definoval následovně:  „zdvořilost je postoj a způsob, který umožňuje nastolit rovnováhu mezi konfliktními požadavky a zájmy”. Mezi další známé koncepty patří například faktory změn v tradicích.

## Seznam děl (výběr)
- (1951) Toward a General Theory of Action (spoluautor Talcott Parsons)
- (1956) The Torment of Secrecy: The Background and Consequences of American Security Policies
- (1961) The Intellectual Between Tradition and Modernity: The Indian Situation
- (1961) Theories of Society: Foundations of Modern Sociological Theory (spoluautoři: Talcott Parsons, Kaspar D. Naegele a Jesse R. Pitts)
- (1972) The Intellectuals and The Power and Other Essays
- (1975) Center and Periphery: Essays in Macrosociology
- (1981) Tradition
- (1997) Portraits: A Gallery of Intellectuals
- (2006) A Fragment of a Sociological Autobiography: The History of My Pursuit of a Few Ideas